# Гонсалес, Альберто (композитор)
Альберто Хосе Гонсалес (исп. Alberto Jose González, также использовал псевдоним Joe McAlby) — испанский программист и композитор, автор музыки для видеоигр.

## Карьера
Начал работу в индустрии видеоигр в 1988 году в начинающей компании New Frontier, в качестве художника. Не имел музыкального образования. Начал заниматься музыкой, когда к нему попала копия музыкального редактора Wham the Music Box для компьютера ZX Spectrum. Коллегам понравился результат, и Альберто стал совмещать обязанности художника и музыканта. Он также изучил программирование на ассемблере для процессора Z80, чтобы иметь возможность создавать собственные проигрыватели музыки. На момент начала занятий музыкой не имел музыкальных предпочтений и не являлся слушателем традиционной музыки, больше интересовался музыкой для видеоигр. На творчество Альберто оказали влияние игровые композиторы того времени, такие как Тим Фоллин, Бен Даглиш, Джонатан Данн, Дэвид Уиттакер и другие.
Первые коммерческие работы в качестве музыканта выполнил в возрасте 16 лет. Это была музыка для испанских версий игр Altered Beast, Snoopy, Ghost Busters 2 и Power Drift, портированных с ZX Spectrum на MSX. Первая изданная игра с музыкой Альберто — Hostages для ZX Spectrum, Amstrad CPC и MSX.
В 1992 году стал сооснователем компании Bit Managers, созданной на основе New Frontier. В ней он продолжил работу в качестве композитора, создавая музыку и её проигрыватели для игр для разных платформ, включая такие игровые консоли, как Game Boy, NES, SNES, Sega Game Gear, Sega Master System, Game Boy Advance и Sony Playstation.
Для создания всей своей музыки для 8-битных платформ использовал собственный музыкальный редактор Compact Editor, работающий на ZX Spectrum. Он представлял собой трёхканальный секвенсор с интерфейсом типа трекер. В нём редактировалась основная часть композиции, после чего она экспортировалась в виде текстового файла с данными и редактировалась вручную, дополняясь деталями и адаптируясь под возможности соответствующей платформы. Этот редактор также был использовал при создании музыки для первой игры для Game Boy Advance, над которой работал Альберто.